# David Guetta

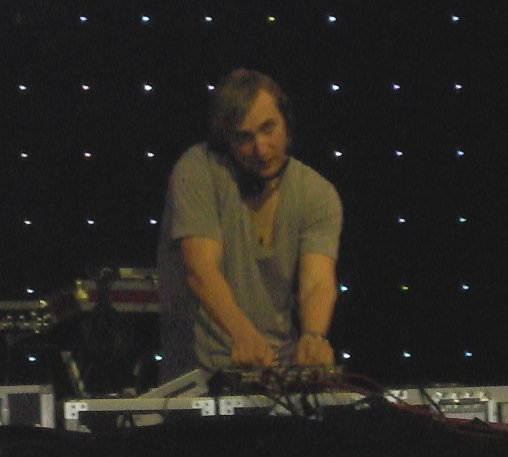
David Guetta spelar på Coachella.

Pierre David Guetta [daˌviːd gɛˈta], född 7 november 1967 i Paris, är en fransk musikproducent och DJ.
Guetta, med en sefardisk-judisk far från Marocko och vallonsk mor från Belgien, fick stora framgångar 2005 med singeln The World Is Mine som toppade de europeiska dansmusiktopplistorna. Andra kända låtar är Love Don't Let Me Go, Love Is Gone, Gettin Over, Memories med Kid Cudi, Sexy Bitch med Akon, Who's that chick? med Rihanna och When Love Takes Over med Kelly Rowland. Guetta blev utsedd till bästa house-DJ av DJ Mag. "Sexy Bitch" blev en stor hit 2010/2011. Han har även gjort den officiella låten för Europamästerskapet i fotboll 2016 med Zara Larsson.
År 2011 blev han nummer ett på DJ Mag:s lista över världens 100 bästa DJ:s.

## Diskografi

### Album
- Just a Little More Love (2002)
- Guetta Blaster (2004)
- Pop Life (2007)
- One Love (2009)
- Nothing But the Beat (2011)
- Listen (2014)
- 7 (2018)

### DJ-mixar
- Fuck Me I'm Famous (2003)
- Fuck Me I'm Famous Vol. 2 (2005)
- Fuck Me I'm Famous Vol. 3 (2006)
- Fuck Me I'm Famous Vol. 4 (2008)
- Fuck Me I'm Famous Ibiza Mix  (2010)

### Singlar
- Just A Little More Love (2001)
- Love Don't Let Me Go (2002)
- People Come, People Go (2002)
- Give Me Something (2003)
- Money (2004)
- Stay (2004)
- The World Is Mine (2005)
- In Love With Myself (2005)
- Time (2006)
- Get Up (2006)
- Love Don't Let Me Go / Walking Away (2006)
- Love Is Gone (2007)
- Baby When The Light (2007)
- Delirious (2008)
- Tomorrow Can Wait (2008)
- Everytime We Touch (2009)
- When Love Takes Over (2009)
- Sexy Bitch / Sexy Chick (2009)
- One Love (2009)
- Memories (2009)
- Grrrr (2009)
- Who's That Chick (2010)
- Louder Than Words (2010)
- Gettin' Over You (2010)
- Where Them Girls At (2011)
- Little Bad Girl (2011)
- Night Of Your Life (2011)
- Titanium (2011)
- Lunar (2011)
- Without You (2011)
- Who's That Chick?  (2012)
- Turn Me On (2012)
- The Alphabeat (2012)
- I Can Only Imagine (2012)
- What The f*** (2012)
- She Wolf (2012)
- Just One Last Time (2012)
- Right Now (2013) ft Rihanna
- Play Hard (2013) ft Ne-Yo, Akon
- Bad (2014) ft Showtek, Vassy
- Lovers on the sun (2014) ft Sam Martin
- Dangerous (2014) ft Sam Martin
- Hey Mama (2015) ft Nicki Minaj, Bebe Rexha, Afrojack
- This One`s For You (2016) ft Zara Larsson
- Would I Lie To You (2016) ft Cedric Gervais, Chris Willis
- Shed A Light (2016)
- 2U (2017) ft Justin Bieber
- Complicated (2017) ft Kiiara
- Dirty Sexy Money (2017)
- So Far Away (2017)
- Mad Love (2018)
- Like I Do (2018)
- Flames (2018)
- Don't Leave Me Alone (2018) ft. Anne-Marie
- Better When You're Gone (2019)